# Rixton-with-Glazebrook
Rixton-with-Glazebrook is een civil parish in het bestuurlijke gebied Warrington, in het Engelse graafschap Cheshire met 1960 inwoners.